# Любимов, Юрий Петрович
Ю́рий Петро́вич Люби́мов (17 [30] сентября 1917, Ярославль — 5 октября 2014[…], Москва) — советский и российский актёр театра и кино, театральный режиссёр, педагог; народный артист Российской Федерации (1992), лауреат Государственной премии Российской Федерации (1997), Сталинской премии II степени (1952) и премии «Золотая маска» (2000). Участник Советско-финской войны.
Является одним из реформаторов российского театра. Художественный руководитель (1964—1984; 1989—2011) и директор (1990—2011) Московского театра на Таганке.

## Биография
Юрий Любимов родился 17 (30) сентября 1917 года в Ярославле.
Отец — Пётр Захарович Любимов, окончил реальное коммерческое училище и был купцом — держал магазин в Охотном ряду в Москве, советская власть сделала его лишенцем; он прожил 72 года. Мать была учительницей младших классов. Старший брат — Давид.
Дед по матери был цыганом, и много лет спустя Любимов вспоминал: «Меня однажды привели в театр „Ромэн“. И вот когда они начали свои дела — я весь заходился!».
В 1922 году семья переехала в Москву.
Когда Юрий Петрович был ребёнком, его родители были арестованы.
В 1924 году Юрий Любимов присутствовал на похоронах Ленина. Потом вспоминал: «Я видел Ленина в гробу».
Ребёнком он видел Станиславского в роли Фамусова во МХАТе, в спектакле «Горе от ума».

### Карьера
В 1934 году был принят в студию при МХАТе втором, на сцене которого в 1935 году сыграл свою первую роль в спектакле «Мольба о жизни».
В 1936 году МХАТ II был закрыт, и Любимов перевёлся в Театральное училище имени Б. В. Щукина при Театре им. Вахтангова, которое окончил в 1939 году.
Участвовал в Советско-финской войне; в период с 1941 по 1945 год в составе Ансамбля песни и пляски НКВД был конферансье и одним из ведущих его артистов. Выступал перед бойцами Красной Армии непосредственно на линии фронта.
В 1946 году Любимов был принят в труппу Театра им. Вахтангова. Здесь же в 1959 году он дебютировал как режиссёр, поставив пьесу А. Галича «Много ли человеку надо». С 1953 года преподавал в училище имени Щукина.
В 1963 году силами студентов курса А. А. Орочко поставил спектакль «Добрый человек из Сезуана» по пьесе Бертольта Брехта «Добрый человек из Сычуани», исполнители которого в 1964 году составили ядро труппы нового «Театра драмы и комедии на Таганке».
Среди лучших постановок — «Жизнь Галилея» Б. Брехта, «Гамлет» У. Шекспира (1971), «А зори здесь тихие…» по повести Б. Васильева, поэтические представления «Павшие и живые», «Послушайте!», «Товарищ, верь…». «Ю. Любимов в высокой степени наделён чувством композиции. Он умеет статику поэтического эпизода перевести в действие даже там, где, на первый взгляд, действия нет. Он умеет сталкивать на сцене контрасты, остро чувствует эмоциональное состояние зрителя», — писал Давид Самойлов. Бескомпромиссные постановки Любимова получили большую известность не только в СССР, но и во всём мире, а его театр назвали «островом свободы в несвободной стране». Спектакль по роману Достоевского «Преступление и наказание», показанный в 1983 в Лондоне, был удостоен премии Evening Standard.
Во время спектаклей режиссёр часто сидел в зале и, манипулируя включённым трёхцветным фонариком в руках, делал подсказки актёрам и поддерживал динамику их игры. Об этом вспоминает и наблюдавший это лично режиссёр Евгений Марчелли: «Ходил по балкону с фонариком во время спектакля и подавал знаки артистам. Вот он мигает — значит, давай, качай, поддавай пару!».
Как режиссёр, Любимов много работал и в оперном театре. Первой постановкой стала опера итальянского авангардиста Луиджи Ноно «Под жарким солнцем любви» в «Ла Скала» в 1975 году. Также поставил оперы «Дон Жуан» В. А. Моцарта, «Саламбо» М. Мусоргского, «Енуфа» Л. Яначека, «Леди Макбет Мценского уезда» Д. Шостаковича, «Пиковая дама» П. Чайковского (в редакции Альфреда Шнитке), «Любовь к трём апельсинам» С. Прокофьева, «Набукко» Д. Верди и др.

### Лишение гражданства и вынужденная эмиграция
В 1980-е годы, после смерти В. С. Высоцкого, обстановка вокруг театра накалилась. Власти хотели полностью запретить спектакль «Владимир Высоцкий», посвящённый памяти артиста, но личная встреча Любимова и генерального секретаря ЦК КПСС Ю. В. Андропова помогла решить судьбу спектакля в положительном ключе.
В августе 1983 года Любимов улетел в Лондон, чтобы поставить «Преступление и наказание» Достоевского. В сентябре он дал интервью газете «Times», в котором осуждал советскую цензуру, мешавшую его постановкам. Неделей позже Любимов заявил, что ему угрожали физическим насилием представители советского посольства, в связи с чем он обратился за помощью в британское министерство иностранных дел. Любимов утверждал, что не хочет оставаться на Западе, несмотря на уговоры жены, но отказывался от требований советских чиновников вернуться к работе в Москве и сначала поставил оперу Вагнера «Тристан и Изольда» в Болонье, потом отправился на лечение в Милан, после чего продолжил свою работу в Италии и Англии.
В январе 1984 года Любимов работал в Штутгарте (Западная Германия), готовил постановку в Англии, договорился о постановке «Риголетто» во Флоренции в мае и обсуждал работу для Ла Скала на конец 1984 — начало 1985 года. В феврале 1984 года умер Андропов, оказывавший Юрию Любимову покровительство. А в марте 1984 года Юрия Петровича уволили с должности из-за «отсутствия на работе без уважительной причины», и вместо него художественным руководителем Театра на Таганке был назначен Анатолий Эфрос. Не были разрешены постановки «Живой» и пушкинский «Борис Годунов», а также запрещена дальнейшая постановка «Высоцкого». А уже 11 июля того же года Указом Президиума Верховного Совета СССР, за подписью Черненко, он был лишён советского гражданства.
Имя Любимова было снято со всех афиш и программ Театра на Таганке, и даже упоминание о нём было поставлено под запрет.
Позже в своих записках к сыну Юрий Любимов напишет:
«1984 г., 16 июля. В этот день, Петя, стал я человеком без гражданства. Пришла итальянская полиция. Сообщила, что звонил советский консул Турина, настойчиво просил позвонить. Сухо, твёрдо довёл до моего сведения Указ о лишении гражданства СССР. Потребовал встречи и сдачи паспорта. Оставлю как сувенир, а потом посмотрим, что будет через год-два. Спросил, кем же вы меня сделали: грузином, таджиком, французом. Я как был русским, так и остался. Совсем распоясались после смерти Андропова. „В России нет Закона, есть столб, а на столбе корона. А. С. Пушкин“. Вот и закончилась двадцатилетняя борьба с обалдевшим советским правительством».
После лишения гражданства он работал в Израиле, США, Англии, Скандинавии, Франции, Италии, Германии. 
Ставил как драматические, так и оперные спектакли. В том числе, в Ковент-Гардене, Ла Скала и Гранд-опера. Рядом с режиссёром была его жена Каталин Любимова (Кунц), венгерская журналистка и переводчица, и их общий сын Петя. Каталин моложе Ю. П. Любимова на тридцать лет, и их знакомство — случайность. И несмотря на предыдущие «романы», сам Любимов предпочитал говорить только об одной женщине в своей жизни — о Каталин (Кате).
Израиль предоставил Ю. П. Любимову гражданство. Режиссёру доступны знаменитые и лучшие театральные сцены, его постановки пользуются большим успехом.
В вынужденной эмиграции режиссёр провёл долгих семь лет. «Как бродяга мотался по Европе», — скажет он позже. Его спектакль «Преступление и наказание» в Австрии, Англии, США и Италии был удостоен высших театральных премий, по приглашению Ингмара Бергмана в Стокгольмском Королевском драматическом театре он поставил «Пир во время чумы» и «Мастера и Маргариту», а «Бесы» очень долго и успешно гастролировали по всему миру.
Любимов многое сделал для становления творческой личности Высоцкого. В своей книге «Владимир, или Прерванный полёт» Марина Влади пишет: «Твои отношения с Любимовым углубляются из года в год. Он становится тебе немного отцом, которого у тебя никогда по-настоящему не было. Ты восхищаешься им и побаиваешься его. Он любит тебя, как талантливого сына, с которым, правда, хлопот не оберёшься. Вы дополняете друг друга в работе, и смотреть репетиции становится для меня настоящим наслаждением». Высоцкий Любимову посвятил несколько песен, в том числе — «Ещё не вечер», «„Як“ — истребитель» и «Юрию Петровичу Любимову с любовью в 60 его лет от Владимира Высоцкого», с известным рефреном: «Скажи ещё спасибо, что живой!»

### Возвращение
В мае 1988 года Любимов приехал в Москву. 23 мая 1989 года ему вернули советское гражданство, а его имя вновь появилось на афишах Таганки в качестве художественного руководителя театра. Им были восстановлены запрещённые ранее спектакли «Борис Годунов», «Владимир Высоцкий», «Живой». «Любимов в современном мировом театре из живущих ныне режиссёров, быть может, самый крупный», — в 1990 году писала Т. И. Бачелис.
В 1988 году был снят документальный фильм «Частное приглашение» (автор сценария — Михаил Швыдкой, режиссёр — Елена Шаталина) о приезде Любимова по приглашению Театра на Таганке для продолжения репетиций «Бориса Годунова».
В 1990 году вышел фильм Леонида Филатова «Сукины дети», в основу сюжета которого положены события, связанные с отъездом Любимова из СССР.
В 1992 году Любимов удостоен звания народного артиста Российской Федерации.
После возвращения режиссёра в театр на Таганке в нём вспыхнул острый конфликт, за которым последовал раскол, в результате которого отделилась часть труппы под руководством Николая Губенко. Впоследствии они образовали новый театр — «Содружество актёров Таганки», и разместились в новом здании Театра на Таганке. Любимов вместе с оставшимися актёрами и сотрудниками театра создал новую команду Театра на Таганке и продолжил работу в старом здании на Земляном Валу.
В апреле 1993 года, во время политического кризиса в России поддержал президента РФ Б. Н. Ельцина в его противостоянии с Верховным Советом, приняв участие в пропрезидентской кампании «Да—да—нет—да», приуроченной к референдуму 25 апреля 1993 года.
В 1998 году в Москве по инициативе Любимова была создана некоммерческая организация «Благотворительный фонд развития театрального искусства Ю. П. Любимова» на базе творческих наработок и новаторских идей режиссёра, педагога, актёра Ю. П. Любимова.
2000—2003 годы критика назвала своеобразной Болдинской осенью Любимова, подарившей зрителю «мощное, глубоко личное художественное высказывание режиссёра: шесть спектаклей большого стиля и больших тем».

### Конфликт с актёрами театра и отставка
Любимов — сторонник контрактной системы и жёсткой дисциплины в театре. По его убеждению, качество хорошего режиссёра — беречь талантливых актёров, применять к ним индивидуальный подход; а актёр должен либо выполнять требования режиссёра, либо уходить, не нарушая дисциплину в театре.
7 декабря 2010 года, на вручении премии «Звезда Театрала», Любимов впервые объявил о своём желании уйти в отставку с поста художественного руководителя Театра на Таганке. Своё решение он объяснил конфликтом с Департаментом культуры Москвы.
В июне 2011 года на гастролях в Чехии актёры театра прилюдно потребовали от Любимова отдать им гонорар за сыгранный спектакль. Желание актёров обидело режиссёра и побудило его подать заявление об отставке. 6 июля 2011 года Департамент культуры Москвы сообщил об освобождении Любимова от должности художественного руководителя и директора Театра на Таганке по собственному желанию. Главный режиссёр покинул Театр на Таганке 16 июля, не попрощавшись с актёрами. За ним последовали два актёра театра: Дмитрий Межевич и Алла Смирдан, а также несколько административных работников.
После этого Любимов сообщил о своих творческих планах: поставить оперу «Кармен» и спектакль «Бесы».

### Новейший период
В 2012 году 94-летний Любимов в театре им. Вахтангова представил 4-часовую эпическую постановку «Бесов» Фёдора Достоевского, которая, по мнению критиков, в его полувековой режиссёрской карьере открыла новую страницу, а «зрительский интерес остался неизменным». «Любимов поставил строгий, элегантный и открытый ветру нашего времени спектакль», — написала «Российская газета».
На декабрь 2012 года была запланирована премьера оперы Александра Бородина «Князь Игорь» в Большом театре в постановке Любимова, однако из-за болезни режиссёра дата премьеры была перенесена на июнь 2013 года.
Премьера оперы «Князь Игорь» в постановке Любимова на исторической сцене Большого театра состоялась 8 июня 2013 года. Билеты на все представления были проданы задолго до премьеры, интерес был великий, а зал аплодировал стоя. Как отмечали критики, «виден стиль Любимова: лаконичный, чёткий»: постановка значительно отличается от прежних версий (её назвали «Любимовским князем Игорем»), сокращена на 1,5 часа и совпадает с видением самого Бородина. Чтобы максимально удовлетворить интерес зрителей к спектаклю, 16 июня 2013 года состоялась прямая трансляция «Князя Игоря» на собственном канале ГАБТ на YouTube, а также на телеканалах Mezzo (Франция) и «Культура» (Россия).
С середины июня 2013 года режиссёр отдыхал, давал мастер-классы и готовился к новому оперному проекту в Италии, близ Болоньи, где и отметил своё 96-летие.
20 мая 2014 года в театре «Новая опера» состоялась премьера оперы-буфф «Школа жён» по комедии Мольера, где Любимов стал автором либретто (музыка Владимира Мартынова). Болезнь помешала осуществить постановку. Спектакль поставил режиссёр Игорь Ушаков по просьбе самого Юрия Петровича.

### Смерть
Юрий Петрович Любимов скончался 5 октября 2014 года в 11:40 в Москве, во сне, на 98-м году жизни.
8 октября 2014 года в Театре имени Е. Вахтангова прошла церемония прощания с режиссёром. Похоронен на Донском кладбище Москвы рядом с родственниками.

### Личная жизнь
- 1-й брак — Ольга Евгеньевна Ковалева (1923—1997), балерина.
  - Сын — Никита (род. 1949 г.)[57].
    - У Н.Ю. Любимова трое детей.
- 2-й брак (фактический) — около 15 лет (1959—1975) Любимов был в отношениях  с актрисой Людмилой Целиковской[58][59][60].
- 3-й брак (с 1978 г.) — Каталин (Катарин) Кунц (родилась 20 декабря 1946 года), венгерская журналистка и переводчица. Они познакомились в 1976 году, когда театр на Таганке приехал в Венгрию на гастроли. Затем Каталин приехала в Москву как собственный корреспондент венгерского журнала «Фильм, театр и музыка». Поженились они в Венгрии. 
  - Сын — Пётр[53][61] (род. 1979, Будапешт)

## Творчество

### Театр

#### Театральные роли
МХАТ 2-й
- 1935 — «Мольба о жизни» Ж. Деваль (реж. И. Берсенев) — мальчик у парикмахера (студенческая работа)

Театр имени Е. Б. Вахтангова
- 1936 — «Принцесса Турандот» К. Гоцци. Постановка Евгений Вахтангова — эпизодическая роль (студенческая работа, ввод в постановку 1922 года);
- 1936 — «Много шума из ничего» У. Шекспира. Режиссёр И. Рапопорт — Клавдио (дебют, студенческая работа)
- 1937 — «Человек с ружьём» Н. Погодина. Постановка Р. Симонов — связист (студенческая работа)
- 1939 — «Принцесса Турандот» К. Гоцци (реж. Евгений Вахтангов, худ. И. Нивинский) — мудрец (студенческая работа, ввод в постановку 1922 года);
- 1939 — «Путь к победе» А. Толстого (реж. Р. Симонов, худ. В. Басов) — офицер (студенческая работа);
- 1939 — «Соломенная шляпка» Э. М. Лабиш (реж. А. Тутышкин, худ. С. Юнович) — Феликс (студенческая работа);
- 1940[62][63] — «Мещане» М. Горького (дипломный спектакль, сцена Училища при Театре имени Евгения Вахтангова) — Хпекарь (дипломная роль);
- 1947 — «Молодая гвардия» по А. Фадееву — Олег Кошевой;
- 1948 — «Все мои сыновья» А. Миллера (реж. А. Ремизова, худ. Н. Акимов) — Крис;
- 1948 — «Накануне» А. Арбузова по роману И. С. Тургенева (пост. Р. Симонов, реж. А. Габович, худ. В. Дмитриев) — Шубин;
- 1949 — «Заговор обречённых» Н. Вирты (реж. Р. Симонов, худ. В. Рындин) — Марк Пино;
- 1950 — «Миссурийский вальс» Н. Погодина (реж. Р. Симонов и И. Рапопорт, худ. В. Рындин) — Робин;
- 1950 — «Первые радости» по роману К. А. Федина (реж. Б. Захава, худ. И. Федотов) — Кирилл Извеков;
- 1950 — «Отверженные» инсценировка С. Радзинского романа В. Гюго (реж. А. Ремизова, худ. Н. Акимов) — Анжельрас;
- 1951 — «Кирилл Извеков» по роману К. А. Федина «Необыкновенное лето» (реж. Б. Захава, худ. В. Рындин) — Кирилл Извеков;
- 1951 — «Сирано де Бержерак» Э. Ростана (реж. Н. Охлопков, худ. В. Рындин) — Сирано (ввод в постановку — 1942 год);
- 1951 — «Егор Булычов и другие» А. М. Горького. Постановка Б. Захавы — Телятин;
- 1952 — «Много шума из ничего» У. Шекспира (реж. И. Рапопорт, худ. В. Рындин, муз. Т. Хренников) — Бенедикт (ввод на новую роль в постановку 1936 года);
- 1952 — «Два веронца» У. Шекспира (реж. Е. Симонов, худ. Г. Фёдоров, муз. К. Хачатурян) — Валентин;
- 1953 — «Раки» С. Михалкова (пост. Р. Симонов, Б. Захава и И. Ильинский, худ. Б. Ефимов) — Жезлов;
- 1954 — «Чайка» А. П. Чехова (реж. Б. Захава, худ. Г. Мосеев) — Треплев;
- 1955 — «Человек с ружьём» Н. Погодина (реж. Р. Симонов, худ. В. Дмитриев, новая сценическая версия постановки — 1937 год) — Дымов;
- 1956 — «Фома Гордеев» инсценировка Р. Симонова романа М. Горького (реж. Р. Симонов, худ. К. Юон) — молодой мужик;
- 1956 — «Ромео и Джульетта» У. Шекспира (реж. И. Рапопорт, худ. В. Рындин, муз. Д. Кабалевский) — Ромео;
- 1957 — «После разлуки» бр. Тур (реж. А. Граве, худ. Н. Акимов) — Раймонд де Эсперанж;
- 1957 — «Две сестры» Ф. Кнорре (реж. А. Ремизова, худ. С. Ахвледиани) — Анатолий;
- 1958 — «Вечная слава» Б. Рымаря (реж. Е. Симонов, худ. С. Ахвледиани) — Грицаенко;
- 1958 — «Идиот» инсценировка Ю. Олеши романа Ф. М. Достоевского (реж. А. Ремизова, худ. И. Рабинович) — Ганя Иволгин;
- 1959 — «Большой Кирилл» народная драма И. Сельвинского (реж. Р. Симонов, худ. И. Рабинович, муз. М. Блантер) — Манташёв (ввод в постановку 1957 года);
- 1959 — «Маленькие трагедии» А. С. Пушкина. Постановка Е. Симонова — Моцарт;
- 1959 — «Иркутская история» А. Арбузова. Постановка Е. Симонова — Виктор Бойцов;
- 1960 — «Двенадцатый час» А. Арбузова (реж. Р. Симонов, худ. М. Виноградов) — Улыбышев;
- 1962 — «Алексей Бережной» поэма для театра Е. Симонова (реж. Е. Симонов, худ. Е. Гранат) — Алёшка;
- 1962 — «История одной семьи» Л. Кручковского (реж. И. Рапопорт, худ. М. Виноградов) — Вилли.

Берлинская академия искусств
- 1995 — «Горе от ума» А. Грибоедова (театральный проект А. Шипенко, реж. А. Шмидт) — Фамусов

Театр на Таганке
- 1998 — «Шарашка» по роману А. Солженицына «В круге первом»; режиссёр Ю. Любимов — Сталин / автор

#### Режиссёрские работы в театре
Театр имени Е. Б. Вахтангова
- 1959 — «Много ли человеку надо» А. Галича
- 2012 — «Бесы» по Ф. М. Достоевскому.

Театр на Таганке
- 1964 — «Добрый человек из Сезуана» Б. Брехта. Художник Б. Бланк
- 1964 — «Герой нашего времени» М. Ю. Лермонтова. Художник В. Доррер
- 1965 — «Антимиры» А. Вознесенского. Художник Э. Стенберг
- 1965 — «Десять дней, которые потрясли мир» по Д. Риду. Художник А. Тарасов
- 1965 — «Павшие и живые». Поэтическое представление. Художник Ю. Васильев
- 1966 — «Жизнь Галилея» Б. Брехта. Художник Э. Стенберг
- 1967 — «Послушайте!» по Вл. Маяковскому. Художник Э. Стенберг
- 1967 — «Пугачёв» по С. Есенину. Художник Ю. Васильев
- 1968 — «Живой» Б. Можаева. Художник Д. Боровский. Спектакль был запрещён; премьера состоялась лишь 23 февраля 1989 года.
- 1968 — «Тартюф» Ж.-Б. Мольера. Оформление М. Аникста и С. Бархина
- 1969 — «Мать» по А. М. Горькому. Художник Д. Боровский
- 1969 — «Час пик» Е. Ставинского. Художник Д. Боровский
- 1970 — «Берегите ваши лица» А. Вознесенского. Художник Э. Стенберг
- 1970 — «Что делать?» по Н. Чернышевскому. Художник Д. Боровский
- 1971 — «А зори здесь тихие» Б. Васильева. Художник Д. Боровский
- 1971 — «Гамлет» У. Шекспира. Художник Д. Боровский
- 1972 — «Под кожей статуи Свободы» Е. Евтушенко. Художник Д. Боровский
- 1973 — «Товарищ, верь…» по А. Пушкину. Художник Д. Боровский
- 1973 — «Бенефис» по А. Островскому. Художник Э. Стенберг
- 1974 — «Деревянные кони» Ф. Абрамова. Художник Д. Боровский
- 1975 — «Пристегните ремни!» Г. Бакланова и Ю. Любимова. Художник Д. Боровский.
- 1976 — «Обмен» по Ю. Трифонову. Художник Д. Боровский
- 1977 — «Мастер и Маргарита» по М. Булгакову. Художники М. Аникст, С. Бархин, Д. Боровский, Ю. Васильев, Э. Стенберг
- 1977 — «Перекрёсток» по В. Быкову. Художник Д. Боровский.
- 1978 — «Ревизская сказка» по Н. Гоголю. Художник Э. Кочергин
- 1979 — «Преступление и наказание» по Ф. Достоевскому. Художник Д. Боровский
- 1979 — «Турандот, или Конгресс обелителей» Б. Брехта. Художник Д. Боровский
- 1980 — «Дом на набережной» по Ю. Трифонову. Художник Д. Боровский
- 1981 — «Три сестры» А. Чехова. Декорации Ю. Кононенко
- 1981 — «Владимир Высоцкий», поэтическое представление. Художник Д. Боровский (запрещён; выпущен в 1988 году)
- 1982 — «Борис Годунов» А. Пушкина (запрещён; выпущен в 1988 году)
- 1989 — «Пир во время чумы» А. Пушкина. Художник Д. Боровский. Художник по костюмам С. Бейдерман
- 1989 — «Дочь, отец и гитарист» Б. Окуджавы (пантомима с песнями). Художник Д. Боровский
- 1990 — «Самоубийца» Н. Эрдмана. Художник Д. Боровский
- 1992 — «Электра» Софокла. Художник Д. Боровский
- 1993 — «Живаго» по Б. Пастернаку. Художник А. Шлиппе
- 1995 — «Медея» Еврипида. Художник Д. Боровский
- 1996 — «Подросток» по Ф. Достоевскому. Художник А. Шлиппе
- 1997 — «Братья Карамазовы (Скотопригоньевск)» по Ф. Достоевскому. Художник В. Карашевский.
- 1998 — «Марат и Маркиз де Сад» П. Вайса. Художник В. Бойер
- 1998 — «Шарашка» (главы романа А. И. Солженицына «В круге первом»). Художник Д. Боровский[64]
- 2000 — «Евгений Онегин», роман в стихах по А. С. Пушкину
- 2000 — «Театральный роман», ироническое повествование вне жанра по мотивам романа М. Булгакова
- 2000 — «Хроники», свободная композиция и постановка Юрия Любимова по У. Шекспиру
- 2001 — «Сократ/Оракул», мистерия К. Кедрова и Ю. Любимова. Премьера состоялась в Афинах, у Парфенона
- 2002 — «Фауст», свободная композиция в музыкальных и пластических этюдах по И. Гёте
- 2004 — «До и после», бриколаж по стихам поэтов Серебряного века.
- 2004 — «Идите и остановите прогресс» (обэриуты), по произведениям А. Введенского, Д. Хармса, Н. Заболоцкого, А. Кручёных, Н. Олейникова.
- 2005 — «Суф(ф)ле», свободная фантазия на тему произведений Ф. Ницше, Ф. Кафки, С. Беккета, Д. Джойса
- 2006 — «Антигона» Софокла
- 2007 — «Горе от ума — Горе уму — Горе ума» по А. Грибоедову. Выставка рисунков Рустама Хамдамова.
- 2008 — «Замок» по Ф. Кафке.
- 2009 — «Сказки» по произведениям Х. К. Андерсена, О. Уайльда и Ч. Диккенса
- 2009 — «Арабески» по Н. Гоголю.
- 2010 — «Мёд» по Тонино Гуэрре.
- 2011 — «Маска и Душа» по рассказам раннего Чехова, повести «Степь» и фрагментам поэмы Д. Байрона «Каин».

Театр «Ла Скала»
- 1975 — «Под жарким солнцем любви» Л. Ноно
- 1979 — «Борис Годунов» М. Мусоргского
- 1981 — «Хованщина» М. Мусоргского
- 1985 — «Страсти по Матфею» И. С. Баха[64]

«Штатсопер», Бонн, Германия
- 1987 — «Евгений Онегин» П. Чайковского
- 1993 — «Енуфа» Л. Яначека
- 1996 — «Пиковая дама» П. Чайковского
- 1997 — «Набукко» Дж. Верди[64]

Другие театры
- 1974 — «Ярославна» (балет) Б. Тищенко — Малый театр оперы и балета
- 1977 — «Десять дней, которые потрясли мир» по Д. Риду — Гавана, Куба
- 1978 — «Преступление и наказание» по Ф. Достоевскому — театр Вигсинхаз, Будапешт, Венгрия
- 1979 — «Обмен» по Ю. Трифонову — театр Сиглигети, Сольнок, Венгрия
- 1981 — «Трёхгрошовая опера» Б. Брехта — Национальный театр, Будапешт, Венгрия
- 1982 — «Четыре грубияна» Э. Вольф-Феррари — Штатсопер, Мюнхен, Германия
- 1982 — «Дон Жуан» В. Моцарта — Венгерская Национальная опера, Будапешт, Венгрия
- 1983 — «Саламбо» М. Мусоргского — театр Сан Карло, Неаполь, Италия
- 1983 — «Лулу» А. Берга — театр Реджио, Турин, Италия
- 1983 — «Преступление и наказание» по Ф. Достоевскому — театр Лирик, Хаммерсмис, Лондон, Великобритания
- 1983 — «Тристан и Изольда» Р. Вагнера — театр Коммунале, Болонья, Италия
- 1984 — «Риголетто» Дж. Верди — театр Коммунале, Флоренция, Италия
- 1984 — «Преступление и наказание» по Ф. Достоевскому — Академический театр, Вена, Австрия
- 1985 — «Бесы» по Ф. Достоевскому — театр Альмида, Лондон, Великобритания; театр Европы, Париж, Франция; Арена дель Соле, Болонья, Италия; Пикколо Театр, Милан, Италия. Европейское турне
- 1985 — «Пир во время чумы» А. Пушкина — Арена дель Соле, Болонья, Италия
- 1985 — «Фиделио» Л. Бетховена — Штатсопер, Штутгарт, Германия
- 1986 — «Ревизская сказка» по Н. Гоголю — Бургтеатр, Вена, Австрия
- 1986 — «Мастер и Маргарита» Р. Кунада — Оперный театр, Карлсруэ, Германия
- 1986 — «Енуфа» Л. Яначека — Оперный театр, Цюрих, Швейцария
- 1986 — «Саламбо» М. Мусоргского — Гранд Опера, Париж, Франция
- 1986 — «Закат» И. Бабеля — театр «Габима», Тель-Авив, Израиль
- 1986 — «Енуфа» Л. Яначека — Ковент-Гарден, Лондон, Великобритания
- 1986 — «Пир во время чумы» А. Пушкина — Королевский Драматический театр, Стокгольм, Швеция
- 1987 — «Преступление и наказание» по Ф. Достоевскому — Арена Огейдж, Вашингтон, США
- 1987 — «Лулу» А. Берга — Лирик-опера, Чикаго, США
- 1988 — «Тангейзер» Р. Вагнера — Штатсопер, Штутгарт, Германия
- 1988 — «Добрый человек из Сезуана» Б. Брехта — театр «Габима», Тель-Авив, Израиль
- 1988 — «Золото Рейна» Р. Вагнера — Ковент-Гарден, Лондон, Великобритания
- 1988 — «Мастер и Маргарита» по М. Булгакову — Королевский Драматический театр, Стокгольм, Швеция
- 1989 — «Гамлет» У. Шекспира — театр Хэймаркет, Лестер, Великобритания
- 1990 — «Леди Макбет Мценского уезда» Д. Шостаковича — Штатсопер, Гамбург, Германия
- 1990 — «Пиковая дама» П. Чайковского — Штатсопер, Карлсруэ, Германия
- 1991 — «Любовь к трём апельсинам» С. Прокофьева — Штатсопер, Мюнхен, Германия
- 1991 — «Подросток» по Ф. Достоевскому — Национальный театр, Хельсинки, Финляндия
- 1992 — «Комедианты» по А. Островскому — Национальный театр, Хельсинки, Финляндия
- 1993 — «Живаго» по Б. Пастернаку. Художник А. Шлиппе — венский фестиваль, Бена, Австрия
- 1993 — «Чайка» А. Чехова — театр Дионисия, Афины, Греция
- 1994 — «Кредиторы» А. Стриндберга — театр Дионисия, Афины, Греция
- 1995 — «Медея» Еврипида. Художник Д. Боровский — театр Мегаро, Афины, Греция
- 1995 — «Птицы» Аристофана (фрагменты) — театральный фестиваль в Дельфах, Греция
- 1995 — «Вишнёвый сад» А. Чехова — театр Кати Дандулаки, Афины, Греция
- 1997 — «Пиковая дама» П. Чайковского — Новая опера, Москва[64]
- 2013 — «Князь Игорь» Александра Бородина — Большой театр
- 2014 — «Школа жён» (по комедии Мольера, музыка В. Мартынова) — Новая опера

### Работы на телевидении
- 1955 — «Много шума из ничего» У. Шекспира (телеспектакль) — Бенедикт
- 1973 — «Всего несколько слов в честь господина де Мольера» по М. Булгакову; режиссёр А. Эфрос (телеспектакль) — Мольер / Сганарель

### Фильмография
| Год  |   | Название                | Роль                                                               |
| ---- | - | ----------------------- | ------------------------------------------------------------------ |
| 1941 | ф | Цветные киноновеллы     | принц (новелла «Свинопас»)                                         |
| 1943 | ф | Дни и ночи              | Миша Масленников                                                   |
| 1945 | ф | Поединок                | сотрудник внешнего наблюдения госбезопасности у гостиницы «Москва» |
| 1946 | ф | Наше сердце             | Яков, «тень Самохина»                                              |
| 1946 | ф | Беспокойное хозяйство   | французский лётчик Лярошель                                        |
| 1946 | ф | Голубые дороги          | Веткун                                                             |
| 1947 | ф | Робинзон Крузо          | Пятница                                                            |
| 1948 | ф | Мичурин                 | переводчик                                                         |
| 1948 | ф | Мальчик с окраины       | Костя                                                              |
| 1948 | ф | Три встречи             | Рудников                                                           |
| 1949 | ф | Кубанские казаки        | Андрей                                                             |
| 1951 | ф | Белинский               | Фролов, врач                                                       |
| 1951 | ф | Прощай, Америка!        | Блейк (корреспондент)                                              |
| 1952 | ф | Композитор Глинка       | Даргомыжский                                                       |
| 1956 | ф | На подмостках сцены     | граф Зефиров                                                       |
| 1958 | ф | Город зажигает огни     | Бойков, фронтовик-капитан, декан                                   |
| 1958 | ф | Человек с планеты Земля | Бабурин                                                            |
| 1963 | ф | Каин XVIII              | первый министр короля Каина XVIII                                  |
| 1970 | ф | Хуторок в степи         | Бачей                                                              |

### Озвучивание мультфильмов
| Год  |   | Название        | Роль                     |
| ---- | - | --------------- | ------------------------ |
| 1951 | ф | Сердце храбреца | Имя персонажа не указано |

## Документальные фильмы
- «Юрий Любимов. „Таганка — жизнь моя“» («Первый канал», 2007)[65]
- «С Любимовым не расставайтесь…» («Первый канал», 2012)[66]
- «Юрий Любимов. „Неоконченное интервью“» («Первый канал», 2014)[67]
- «Юрий Любимов. „Человек века“» («Первый канал», 2017)[68][69]

## Награды
Государственные награды СССР и Российской Федерации:
- Медаль «За оборону Ленинграда» (1943)
- Медаль «За оборону Москвы» (1944)
- Медаль «За Победу над Германией в Великой Отечественной войне 1941-1945 гг.» (1945)
- Медаль «За доблестный труд в Великой Отечественной войне 1941—1945 гг.» (1946)
- Медаль «В память 800-летия Москвы» (1947)
- Сталинская премия второй степени (1952) — за роль Тятина в спектакле «Егор Булычов и другие» М. Горького (Театр имени Е. Б. Вахтангова)
- Заслуженный артист РСФСР (июль 1954)
- орден Трудового Красного Знамени (1977)
- Народный артист Российской Федерации (28 сентября 1992) — за большие заслуги в области театрального искусства [70]
- Юбилейная медаль «50 лет Победы в Великой Отечественной войне 1941—1945 гг.» (1995)
- Медаль Жукова (1996)
- Государственная премия Российской Федерации в области литературы и искусства 1996 года (29 мая 1997) — за создание новаторского театрального направления на основе традиций Евг. Вахтангова, Вс. Мейерхольда, Б. Брехта[71]
- орден «За заслуги перед Отечеством» III степени (16 сентября 1997) — за большой личный вклад в развитие театрального искусства[72]
- орден «За заслуги перед Отечеством» II степени (25 сентября 2007) — за выдающийся вклад в развитие театрального искусства и многолетнюю творческую деятельность[73]
- орден «За заслуги перед Отечеством» IV степени (29 июня 2013) — за большой вклад в развитие отечественного театрального искусства и многолетнюю творческую деятельность[74]

Другие награды, премии, поощрения и общественное признание:
1960-е
- Диплом I-ой степени фестиваля «Московская театральная весна» — за спектакль «Добрый человек из Сезуана» (Москва, 1964)
- Специальный диплом фестиваля «Московская театральная весна — 1965» — за режиссёрское решение спектакля «Антимиры» (Москва, 1965)
- Первая премия на Всесоюзном конкурсе — за спектакль «Десять дней, которые потрясли мир» (Москва, 1965)
- Диплом I-ой степени фестиваля «Московская театральная весна — 1967» — за постановку спектаклей «Жизнь Галилея», «Послушайте!» (Москва, 1967)

1970-е
- Первая премия на фестивале «Московская театральная весна — 1971» — за спектакль «А зори здесь тихие». Спектакль выдвинут на соискание Государственной премии СССР (Москва, 1971)
- Гран-при X Международного театрального фестиваля «БИТЕФ» — за постановку спектакля «Гамлет» У. Шекспира в Театре на Таганке (Югославия, Белград, 1976)
- Признан лучшим режиссёром — за постановку спектакля «Преступление и наказание» Ф. Достоевского в Театре Вигсинхаз (Венгрия, Будапешт, 1978)

1980-е
- Первая премия II Международного театрального фестиваля «Варшавские театральные встречи» — за спектакли «Добрый человек из Сезуана» Б. Брехта, «А зори здесь тихие» Б. Васильева и «Гамлет» У. Шекспира в Театре на Таганке (Польша, 1980)
- Признан лучшим оперным режиссёром — за постановку спектакля «Четыре грубияна» Э. Вольфа-Феррари в театре Штатсопер (Германия, Мюнхен, 1982)
- Признан лучшим оперным режиссёром — за постановку спектакля «Лулу» А. Берга в Театре Реджио (Италия, Турин, 1983)
- Лауреат премии «Evening Standard Award» в номинации «Best Director» («Лучший режиссёр года») — за постановку спектакля «Преступление и наказание» Ф. Достоевского в лондонском Театре Лирик (Великобритания, 1983)
- Признан лучшим режиссёром — за постановку спектакля «Преступление и наказание» Ф. Достоевского в Театре Арена дель Соле (Италия, Болонья, 1984)
- Премия Иосифа Кайнца — за постановку спектакля «Преступление и наказание» Ф. Достоевского в венском «Бургтеатре» (Австрия, 1985)
- Признан лучшим оперным режиссёром — за постановку спектакля «Енуфа» Л. Яначека в Оперном театре Цюриха  (Швейцария, 1986)
- Признан лучшим оперным режиссёром — за постановку спектакля «Енуфа» Л. Яначека в Театре Ковент Гарден (Великобритания, Лондон, 1986 год)
- Признан лучшим режиссёром — за постановку спектакля «Преступление и наказание» Ф. Достоевского в театре «Арена Стейдж» (США, Вашингтон, 1987)

1990-е
- Признан лучшим оперным режиссёром — за постановку спектакля «Любовь к трём апельсинам» С. Прокофьева в театре Штатсопер (Германия, Мюнхен, 1991)
- Приз зрительских симпатий Международного театрального фестиваля в Афинах — за постановку спектакля «Медея» Еврипида в рамках совместного проекта Театра на Таганке и греческого театра «Мегаро» (Греция, 1995)
- Признан лучшим оперным режиссёром — за постановку спектакля «Пиковая дама» П. Чайковского в театре Штатсопер (Германия, Бонн, 1996)
- Почётная золотая медаль Президента Венгерской Республики (1997)
- Признан лучшим оперным режиссёром — за постановку спектакля «Набукко» Д. Верди в театре Штатсопер (Германия, Бонн, 1997)
- орден Святого Константина (1998)
- Лауреат Почётной премии X международного фестиваля в Стамбуле «За вклад в развитие мирового театра» (Турция, 1998)
- Гран-при Международного театрального фестиваля в Бонне — за постановку спектакля «Братья Карамазовы» Ф. Достоевского в Театре на Таганке (Германия, 1998)
- Лауреат премии «Триумф» — за постановку спектакля «Марат и маркиз де Сад» П. Вайса в Театре на Таганке (Москва, 1998)
- Лауреат Театральной премии «Чайка» в номинации «Патриарх Искусства» (Москва, 1999)
- Лауреат Царскосельской художественной премии (Санкт-Петербург, 1999)
- Лауреат премии международного фестиваля «Балтийский дом» — за постановку спектакля «Марат и маркиз де Сад» П. Вайса в Театре на Таганке (Санкт-Петербург, 1999)
- Гран-при Международного театрального фестиваля в Греции — за постановку новой редакции спектакля «Добрый человек из Сезуана» Б. Брехта в Театре на Таганке (Салоники, 1999)

2000-е
- Лауреат Театральной премии «Золотая Маска» в номинации «За честь и достоинство» (Москва, 2000)
- Лауреат Российской Национальной премии «Золотой микрофон» (Москва, 2000)
- Лауреат театральной премии редакции газеты «Московский комсомолец» в номинации «За творческое долголетие» (Москва, 2000)
- Гран-при Международного театрального фестиваля в Хорватии — за постановку спектакля «Хроники» У. Шекспира в Театре на Таганке (Загреб, 2000)
- Звание действительного члена Американской Академии Искусств имени Пушкина (Нью-Йорк, 2001)
- Диплом Американской Академии Искусств имени Пушкина за постановку спектакля «Евгений Онегин» А. Пушкина в Театре на Таганке (Нью-Йорк, 2001)
- Лауреат театральной премии редакции газеты «МК» в номинации «Человек года» (Москва, 2002)
- орден Заслуг (командорский крест со звездой) — за вклад в развитие венгерской культуры и мирового театра (Венгрия, 2002)
- Командор ордена искусств и литературы (Франция, 2002)[75]
- Почётная грамота Правительства Москвы — за заслуги в развитии театрального искусства и в связи с 85-летием со дня рождения (Москва, 30 сентября 2002)[76]
- Великий офицер ордена «Звезда итальянской солидарности» (Италия, 3 февраля 2003)[77]. Этой высшей наградой Италии, впервые вручённой гражданину Российской Федерации, удостаиваются итальянские и зарубежные деятели культуры за особые заслуги в распространении искусства, литературы и науки между народами
- орден Креста земли Марии III степени (Эстония, 3 февраля 2003)[78]
- Медаль «За труды и Отечество» I степени — за выдающиеся заслуги перед Отечеством (Москва, 2003)
- Премия Международного Фонда К. С. Станиславского «За выдающийся вклад в развитие мирового театрального искусства» (Москва, 2003)
- орден Заслуг перед Республикой Польша (Кавалерский Крест) — за выдающиеся заслуги в развитии польско-российского культурного сотрудничества (Польша, 21 октября 2004)[79]
- Командорская степень Королевского ордена Полярной звезды — за весомый вклад в развитие сотрудничества в области культуры между Швецией и Российской Федерацией (Швеция, 2004)
- Офицерский крест ордена «За заслуги перед Федеративной Республикой Германия» (Германия, 2005)
- Нагрудный знак «За боевое траление» (Москва, 2005 год)
- Командорский знак ордена Финского Льва — за выдающийся вклад в театральный обмен между Финляндией и Россией(Финляндия, 2006)
- орден «За честь и доблесть», Главная Всероссийская Премия «Российский национальный олимп» (Москва, 2006)
- Ежегодная Международная Премия «Персона года — 2006» в номинации «Персона в культуре» (Москва, 2007)
- Премия председателя СТД РФ — за выдающийся вклад в мировое театральное искусство (Москва, 2007)
- орден Восходящего солнца 4 класса (Золотые лучи с розеткой) — за выдающийся вклад в укрепление культурных связей между Россией и Японией (Япония, 2007)[80]
- Почётный член Московской Академии Художеств (Москва, 2007)
- Великий офицер ордена «За заслуги перед Итальянской Республикой» (Италия, 27 июля 2007)[81]
- Знак отличия «За заслуги перед Москвой» — за заслуги в развитии театрального искусства, большой вклад в культурную жизнь столицы и многолетнюю творческую деятельность (Москва, 18 сентября 2007)[82]
- Почётная грамота Московской городской Думы — за заслуги перед городским сообществом (19 сентября 2007)[83]
- Звание «Почётный гражданин Санто-Стефано ди Сессаньо» (Италия, 2007)
- Международная премия ЮНЕСКО Золотая медаль Моцарта (Москва, 2007)
- Золотой знак СТД — за вклад в развитие театрального искусства России (Москва, 2007)
- Золотая медаль Российской Академии Художеств (Москва, 2007)
- Лауреат Международного конкурса «ПИЛАР» в номинации «За участие в социально-экономических программах по преобразованию города Москвы, возрождению России» и яркие качества талантливого артиста (Москва, 2007)
- Общероссийская общественная премия «Национальное величие» и орден «Звезда Великой России» (Москва, 2007)
- Командорский крест II степени почётного знака «За заслуги перед Австрийской Республикой» (Австрия, 2007)
- Почётный гражданин города Будапешта (Будапешт, 2007)
- Специальная национальная премия «Кремлёвский Гранд — 2007» (Москва, 2007)
- орден Преображения Международной лиги стратегического управления, оценки и учёта (Москва, 2007)
- Международная премия «Стиль Года — 2007» (Москва, 2008)
- Премия «Звезда Театрала» в номинации «Легенда театра» (Москва, 2008)
- Лауреат премии имени Людвига Нобеля — за персональные заслуги на ниве служения своему делу (2008)
- Почётный член Российской академии художеств[84]

2010-е
- Юбилейная медаль «65 лет Победы в Великой Отечественной войне 1941—1945 гг.» (2010)
- Памятная медаль, учреждённая Московским Художественным Театром в честь 150-летия со дня рождения А. П. Чехова, «за большой личный вклад в развитие театрального искусства» (Москва, 2010)
- Премия «Звезда Театрала» в номинации «Звёздное притяжение» — за спектакль «Мед» (Москва, 2010)
- Лауреат специальной международной премии «Европа — Театру» (Санкт-Петербург, 2011)
- Мейерхольдовская премия — за новации в театральной сфере (Москва, 2011)
- Лауреат премии имени Н. В. Гоголя в Италии 2011 года (Рим, 2011)

## Память
- 21 ноября 2017 года, к столетию со дня рождения Юрия Любимова, была выпущена памятная монета достоинством в 2 рубля (в серии «Выдающиеся личности России»).
- Юрию Любимову и его деду, Захару Петровичу Любимову, установлена мемориальная доска в Данилове на доме, где Юрий Петрович провёл свои детские годы.
- В честь Юрия Любимова назван самолёт авиакомпании «Аэрофлот» Airbus 321, введенный в эксплуатацию в 2016 году.